# Vũ trụ The Conjuring
Vũ trụ The Conjuring hay Vũ trụ Ám ảnh kinh hoàng (tên gốc tiếng Anh: The Conjuring Universe) là một thương hiệu truyền thông và vũ trụ điện ảnh chia sẻ của Mỹ tập trung vào một loạt các phim điện ảnh kinh dị siêu nhiên do New Line Cinema, Safran Company và Atomic Monster Productions sản xuất và hãng Warner Bros. chịu trách nhiệm phân phối. Các tác phẩm điện ảnh của thương hiệu đều trình bày theo cách kịch tính hóa các vụ án có thật của Ed và Lorraine Warren – hai nhà điều tra các sự kiện ma ám nổi tiếng gây tranh cãi. Nội dung loạt phim theo sau nỗ lực của bộ đôi trong việc hỗ trợ những người bị quỷ ám; một số phim điện ảnh ăn theo thì tập trung vào nguồn gốc của một số thực thể mà nhà Warren đã gặp phải.
Thương hiệu đã gặt hái nhiều thành công về mặt thương mại, thu về tổng cộng hơn 2 tỷ USD so với tổng ngân sách 178 triệu USD, trở thành thương hiệu kinh dị có doanh thu cao thứ hai mọi thời đại. Các phim điện ảnh của thương hiệu thường nhận được các đánh giá tích cực hoặc hỗn tạp từ các nhà chuyên môn.

## Phát triển
Sự phát triển đã bắt đầu hơn 20 năm trước khi bộ phim đầu tiên ra mắt, khi Ed Warren phát một đoạn băng phỏng vấn ban đầu của Lorraine Warren với Carolyn Perron cho nhà sản xuất Tony DeRosa-Grund. DeRosa-Grund đã ghi lại cảnh Warren phát lại đoạn băng và cuộc thảo luận sau đó của họ. Cuối đoạn băng, Warren nói với DeRosa-Grund, "Nếu chúng ta không thể biến điều này thành phim thì tôi không biết chúng ta có thể làm gì." DeRosa-Grund sau đó mô tả tầm nhìn của ông về bộ phim cho Ed.
DeRosa-Grund đã viết điều trị ban đầu và đặt tiêu đề cho dự án The Conjuring. Trong gần 14 năm, anh đã cố gắng để bộ phim được thực hiện mà không thành công. Ban đầu, anh đã đạt được thỏa thuận thực hiện bộ phim tại Gold Circle Films, công ty sản xuất đằng sau The Haunting ở Connecticut, nhưng một hợp đồng không thể hoàn tất và thỏa thuận đã bị hủy bỏ.
DeRosa-Grund đã liên minh với nhà sản xuất Peter Safran, và các nhà văn anh chị em Chad và Carey W. Hayes đã được đưa lên tàu để hoàn thiện kịch bản. Sử dụng cách đối xử của DeRosa-Grund và băng Ed Warren, anh em Hayes đã thay đổi quan điểm của câu chuyện từ gia đình Perron sang quan điểm của Warlings. Hai anh em đã phỏng vấn Lorraine nhiều lần qua điện thoại để làm rõ chi tiết. Đến giữa năm 2009, khách sạn trở thành chủ đề của cuộc chiến đấu thầu sáu hãng phim đã hạ cánh bộ phim tại Hội nghị Giải trí. Tuy nhiên, DeRosa-Grund và Hội nghị thượng đỉnh không thể kết thúc giao dịch và bộ phim đã đi vào vòng quay. DeRosa-Grund kết nối lại với New Line Cinema, người đã thua trong cuộc chiến đấu thầu ban đầu, và cuối cùng hãng phim đã chọn bộ phim. Vào ngày 11 tháng 11 năm 2009, một thỏa thuận đã được thực hiện giữa New Line và Tập đoàn truyền thông xanh của DeRosa-Grund.

## Phim điện ảnh
| Phim                             | Ngày phát hành      | Đạo diễn          | Biên kịch                                                                 | Cốt truyện                                  | Sản xuất                                    |
| -------------------------------- | ------------------- | ----------------- | ------------------------------------------------------------------------- | ------------------------------------------- | ------------------------------------------- |
| Ám ảnh kinh hoàng                | 19 tháng 7 năm 2013 | James Wan         | Chad Hayes & Carey W. Hayes                                               | Chad Hayes & Carey W. Hayes                 | Tony DeRosa-Grund, Peter Safran & Rob Cowan |
| Annabelle                        | 3 tháng 10 năm 2014 | John R. Leonetti  | Gary Dauberman                                                            | Gary Dauberman                              | Peter Safran & James Wan                    |
| Ám ảnh kinh hoàng 2              | 10 tháng 6 năm 2016 | James Wan         | Chad Hayes & Carey W. Hayes & James Wan & David Leslie Johnson-McGoldrick | Chad Hayes & Carey W. Hayes & James Wan     | Peter Safran, Rob Cowan & James Wan         |
| Annabelle: Tạo vật quỷ dữ        | 11 tháng 8 năm 2017 | David F. Sandberg | Gary Dauberman                                                            | Gary Dauberman                              | Peter Safran & James Wan                    |
| Ác quỷ ma sơ                     | 7 tháng 9 năm 2018  | Corin Hardy       | Gary Dauberman                                                            | Gary Dauberman & James Wan                  | Peter Safran & James Wan                    |
| Mẹ ma than khóc La Llorona       | 19 tháng 4 năm 2019 | Michael Chaves    | Mikki Daughtry & Tobias Iaconis                                           | Mikki Daughtry & Tobias Iaconis             | James Wan, Gary Dauberman & Emile Gladstone |
| Annabelle: Ác quỷ trở về         | 26 tháng 6 năm 2019 | Gary Dauberman    | Gary Dauberman                                                            | Gary Dauberman & James Wan                  | Peter Safran & James Wan                    |
| The Conjuring: Ma xui quỷ khiến  | 4 tháng 6 năm 2021  | Michael Chaves    | David Leslie Johnson-McGoldrick                                           | David Leslie Johnson-McGoldrick & James Wan | Peter Safran & James Wan                    |
| Ác quỷ ma sơ 2                   | 8 tháng 6 năm 2023  | Michael Chaves    | Ian B. GoldbergRichard Naing Akela Cooper                                 | Akela Cooper                                | Peter Safran & James Wan                    |
| The Conjuring: Nghi lễ cuối cùng | 5 tháng 9 năm 2025  | Michael Chaves    | David Leslie Johnson-McGoldrick Ian Goldberg Richard Naing                | David Leslie Johnson-McGoldrick James Wan   | Peter Safran & James Wan                    |

| 1952 | The Nun                                |
| 1953 |                                        |
| 1954 |                                        |
| 1955 | Annabelle: Creation                    |
| 1956 | The Nun 2                              |
| 1957 |                                        |
| 1958 |                                        |
| 1959 |                                        |
| 1960 |                                        |
| 1961 |                                        |
| 1962 |                                        |
| 1963 |                                        |
| 1964 |                                        |
| 1965 |                                        |
| 1966 |                                        |
| 1967 | Annabelle                              |
| 1968 |                                        |
| 1969 |                                        |
| 1970 |                                        |
| 1971 | The Conjuring                          |
| 1972 | Annabelle Comes Home                   |
| 1973 | The Curse of La Llorona                |
| 1974 |                                        |
| 1975 |                                        |
| 1976 |                                        |
| 1977 | The Conjuring 2                        |
| 1978 |                                        |
| 1979 |                                        |
| 1980 |                                        |
| 1981 | The Conjuring: The Devil Made Me Do It |

### Ám ảnh kinh hoàng(2013)
Vào tháng 1 năm 2012, trang web Bloody Disgusting đã xác nhận rằng James Wan sẽ chỉ đạo một bộ phim có tên The Warren Files, sau đó được đổi tên thành The Conjuring, bộ phim được chuyển thể từ nhân vật thật Warren và cặp của họ. Các cặp vợ chồng kết hôn điều tra các sự kiện siêu nhiên. Hai thế hệ của Warren Wilson và Vera Famyga, người trước đây đã làm việc với James Wan, đóng vai chính trong cặp vợ chồng Warrens. Việc quay phim chủ đề bắt đầu vào tháng 2 năm 2012 tại Wilmington, Bắc Carolina và các cảnh được thực hiện theo thứ tự thời gian. Cốt truyện chủ yếu mô tả cuộc điều tra của Warren về một lời nguyền phù thủy trong một trang trại ở Harrisville, Rhode Island vào năm 1971. "Ám ảnh kinh hoàng" được phát hành tại Hoa Kỳ vào ngày 19 tháng 7 năm 2013 và giành được đánh giá tích cực. Bộ phim đã nhận được hơn 318 triệu đô la Mỹ tại phòng vé toàn cầu với kinh phí 20 triệu đô la Mỹ, khiến bộ phim trở thành bộ phim nhiều nhất trong lịch sử. Một trong những bộ phim kinh dị của bom tấn.

### Annabelle(2014)
Một bộ phim phụ, tập trung vào nguồn gốc của búp bê Annabelle được giới thiệu trong Ám ảnh kinh hoàng, đã được công bố ngay sau khi phát hành tiền thân của nó, chủ yếu là do thành công phòng vé trên toàn thế giới của bộ phim và sự đón nhận tích cực đối với nhân vật. Sản xuất bắt đầu vào tháng 1 năm 2014 tại Los Angeles. Cốt truyện tập trung vào John và Mia Form, một cặp vợ chồng đang mong đợi một đứa trẻ, có búp bê cổ điển, Annabelle, bị chiếm hữu bởi một linh hồn báo thù sau khi một nhóm sùng bái đột nhập vào nhà của họ và bị sát hại. Bộ phim được đạo diễn bởi nhà quay phim Ám ảnh kinh hoàng John R. Leonetti và do Safran và James sản xuất, với Gary Dauberman đứng sau kịch bản. Bộ phim được phát hành trên toàn thế giới vào ngày 3 tháng 10 năm 2014, thành công lớn về mặt thương mại, trở thành bộ phim kinh dị có lợi nhuận cao thứ 14 ở Bắc Mỹ, mặc dù nhận được nhiều ý kiến trái chiều từ các nhà phê bình và người hâm mộ. Nhiều nhà phê bình nhận thấy Annabelle là một bộ phim kém hơn so với The Conjuring.

### Ám ảnh kinh hoàng 2(2016)
Vào tháng 6 năm 2013, có thông tin rằng ngành công nghiệp phim mới đang phát triển phần tiếp theo của "Ám ảnh kinh hoàng", với sự tham gia của Fa Mijia và Wilson đã ký hợp đồng quay trở lại chương trình. Vào ngày 21 tháng 10, James Wan được thông báo sẽ trở lại phần tiếp theo và sẽ đóng vai trò là người viết kịch bản cho loạt phim. Body bắn vào tháng 9 năm 2015 tại Los Angeles bắt đầu, và trong tháng 12 năm 2015 tại London kết thú. Cốt truyện được chuyển thể từ sự kiện Enfield Fantasy ở London vào năm 1977 và cũng trích dẫn các sự kiện trong tiểu thuyết Ghost Cry. Bộ phim được phát hành tại Hoa Kỳ vào ngày 10 tháng 6 năm 2016 và nhận được đánh giá tích cực tích cực. Một số người cho rằng "Ám ảnh kinh hoàng 2" vượt trội so với nhiều bộ phim kinh dị khác, và một số người thậm chí còn nghĩ rằng bộ phim hay hơn trước. Một tập phim hay hơn và Ám ảnh kinh hoàng 2 có doanh thu phòng vé là 323 triệu đô la Mỹ, trở thành bộ phim kinh dị cao thứ hai trong lịch sử, chỉ đứng sau Master năm 1973. Dựa trên thành công của Ám ảnh kinh hoàng 2, điều này đủ để phát triển thành một loạt phim.

### Annabelle: Tạo vật quỷ dữ(2017)
Vào tháng 10 năm 2015, đã xác nhận rằng phần tiếp theo của Annabelle đang được phát triển; sau đó được tiết lộ rằng bộ phim sẽ là phần tiền truyện chứ không phải phần tiếp theo. Quay phim bắt đầu vào tháng 6 năm 2016 tại Los Angeles. Cốt truyện của bộ phim tập trung vào một người làm búp bê và vợ anh, người con gái đã chết thảm khốc mười hai năm trước, khi họ quyết định mở nhà cho một nữ tu và một vài cô gái từ trại trẻ mồ côi; Sáng tạo sở hữu của thợ làm búp bê Annabelle đặt tầm nhìn của mình vào lũ trẻ và biến nơi trú ẩn của chúng thành một cơn bão kinh hoàng. Đạo diễn của David Out, David F. Sandberg thay thế Leonetti làm đạo diễn, với Dauberman trở lại để viết kịch bản và Safran và James trở lại sản xuất.[41] Bộ phim được phát hành trên toàn thế giới vào ngày 11 tháng 8 năm 2017, để thành công quan trọng và thương mại. Hầu hết các nhà phê bình tìm thấy Annabelle: Tạo vật quỷ dữ là một cải tiến vượt bậc so với người tiền nhiệm của nó.

### Ác quỷ ma sơ(2018)
Vào tháng 6 năm 2016, có thông tin rằng một bộ phim phụ đề có tên Ác quỷ ma sơ, với nhân vật "Nữ tu quỷ" Valak từ Ám ảnh kinh hoàng 2, đã được phát triển với người đồng sáng tác Ám ảnh kinh hoàng 2 David Leslie Johnson viết kịch bản, và James và Safran thiết lập để sản xuất dự án. Vào tháng 2 năm sau, Corin Hardy đã ký hợp đồng chỉ đạo. Gary Dauberman cũng được cho là đã viết kịch bản mới dựa trên cách xử lý câu chuyện từ James Wan và Dauberman. Vào tháng 4 năm 2017, tiết lộ Demián Bichir đã tham gia diễn xuất trong vai chính. Cùng tháng đó, Taissa Farmiga tham gia dàn diễn viên của bộ phim, trong vai trò giật gân. Bonnie Aarons sẽ tiếp tục vai trò của cô trong phim.[56] Cốt truyện của bộ phim theo chân một nữ tu, một linh mục và một người mới vào nghề khi họ điều tra một bí mật không lành mạnh và đối đầu với một thế lực xấu xa dưới hình dạng một nữ tu quỷ. Việc quay phim bắt đầu vào tháng 5 năm 2017 tại Bucharest, România và bộ phim được phát hành vào ngày 7 tháng 9 năm 2018.

### Mẹ ma than khóc La Llorona(2019)
Vào tháng 10 năm 2017, James Wan đã sản xuất một bộ phim kinh dị do Michael Chaves đạo diễn và có sự tham gia của Linda Cardellini, sau đó có tựa đề Đứa trẻ. By July 2018, trước đây tên phim là Lời nguyền của La Llorona Đến tháng 7 năm 2018, bộ phim được đổi tên thành Mẹ Ma Than Khóc La Llorona (còn được gọi là Lời nguyền của Người Phụ Nữ Than Khóc ở một số thị trường quốc tế). Mặc dù được quảng cáo là một bộ phim độc lập, nhưng có một cái gật đầu với Vũ trụ kết hợp dưới hình thức Tony Amendola, người đã từ bỏ vai diễn của mình từ Annabelle trong vai Cha Perez. Nhân vật đưa ra định hướng cho gia đình bị hành hạ bởi tinh thần chuẩn mực, và liên quan đến nỗi ám ảnh về những trải nghiệm của anh ta với thực thể ma quỷ gắn liền với con búp bê.
Raymond Cruz, Patricia Velásquez và Sean Patrick Thomas, bạn diễn, với dự án chụp ảnh chính trong tháng 11 năm 2017. Lời nguyền của La Llorona được công chiếu tại Nam bởi Tây Nam vào ngày 15 tháng 3 năm 2019, để trộn lẫn đánh giá. Bộ phim được phát hành vào ngày 19 tháng 4 năm 2019.

### Annabelle: Ác quỷ trở về(2019)
Đầu tháng 4 năm 2018, Warner Bros đã công bố ngày 3 tháng 7 năm 2019 là ngày phát hành của một bộ phim mới chưa được đặt tên trong Vũ trụ kết hợp. Cuối tháng đó, có thông báo rằng bộ phim sẽ là bộ phim Annabelle thứ ba, với Gary Dauberman ký hợp đồng viết và đạo diễn bộ phim trong tác phẩm đầu tay của mình, dựa trên một câu chuyện được viết bởi Dauberman và James Wan. James và Peter Safran sẽ hợp tác sản xuất dự án.. Vào tháng 5 năm 2019, ngày phát hành của bộ phim đã được chuyển sang ngày 26 tháng 6 năm 2019.
Trong SDCC 2018, Wan và Safran tiết lộ các sự kiện của bộ phim sẽ diễn ra sau Annabelle và sẽ tập trung vào con búp bê sau khi cô được giữ trong hộp thủy tinh trong bảo tàng của Warlings; Dauberman sau đó đã xác nhận điều này bằng cách tuyên bố rằng bộ phim sẽ diễn ra ngay sau khi bắt đầu The Conjuring nơi giới thiệu nhân vật chính, nhưng cũng trước nhiều sự kiện của phần đầu tiên của nhượng quyền thương mại. Wilson và Farmiga cũng được thông báo sẽ tiếp tục vai trò của họ là Ed và Lorraine Warren. Đến tháng 9, Michael Burgess được thuê làm nhà quay phim. Cuối tháng đó, Mckenna Grace và Madison Iseman được chọn tham gia bộ phim với vai Judy Warren, cô con gái 10 tuổi của Warlings và là một trong những người giữ trẻ tuổi teen của Judy. Đến tháng 10, Katie Sarife đã tham gia diễn xuất.[44] Sản xuất bắt đầu vào tháng 10 năm 2018 tại Los Angeles, và kết thúc vào tháng 12 cùng năm. Bộ phim được phát hành vào ngày 26 tháng 6 năm 2019.

### The Conjuring: Ma xui quỷ khiến(2021)
Trên bộ phim thứ ba của sê-ri "Ám ảnh kinh hoàng", James Wan nói: "Có thể có nhiều phim ("Ám ảnh kinh hoàng"), bởi vì Warren có quá nhiều câu chuyện." Và các nhà văn Chad và Kelly Haye Si cũng bày tỏ sự quan tâm đến câu chuyện tiếp theo tiếp theo. Tuy nhiên, do cam kết của James Wan đối với các trường hợp khác, anh ta có thể không thể chỉ đạo bộ phim. Anh ấy nói với Collider.com, "Giả sử rằng chúng tôi may mắn có tập thứ ba. Nếu chúng tôi đủ may mắn để có các nhà làm phim khác, tôi sẽ rất vui khi ở lại thế giới của Ám ảnh kinh hoàng." James Wan cũng nói rằng nếu một bộ phim thứ ba được sản xuất, tốt hơn là đặt nó vào những năm 1980. Ông tiết lộ rằng có thể có người sói trong phần tiếp theo và mong đợi sẽ theo phong cách "Người sói Mỹ ở Paris" (1981) và tiểu thuyết "Basqueville Hound". Vào tháng 5 năm 2017, nhà sản xuất Shafran nói rằng tập thứ ba không có khả năng là một bộ phim ngôi nhà ma ám. Vào tháng 6 năm 2017, thông báo rằng Ám ảnh kinh hoàng 3 đang được phát triển và David Lisley Johnson, một trong những nhà biên kịch của Ám ảnh kinh hoàng 2, đã viết kịch bản. Vào tháng 8 năm 2017, James Wan đã đến Entertainment Weekly. "Tiết lộ, nhà sản xuất đang làm việc chăm chỉ cho tập thứ ba và đảm bảo tính hay của kịch bản. Anh ấy cũng tin rằng anh ấy không muốn vội vàng thực hiện "Ám ảnh kinh hoàng 3".

### Ác quỷ ma sơ 2(2023)
Vào tháng 8 năm 2017, James đã thảo luận một khả năng cho một Nun phần tiếp theo và những gì câu chuyện dòng của nó có thể là: "Tôi biết nơi có khả năng, nếu Ác quỷ ma sơ hoạt động ra ngoài, nơi Ác quỷ ma sơ 2 có thể dẫn đến và làm thế nào mà các mối quan hệ trở lại với câu chuyện Lorraine của rằng chúng tôi đã thiết lập hai phim Ám ảnh kinh hoàng đầu tiên và làm cho tất cả trở nên tròn đầy."
Vào tháng 4 năm 2019, Peter Safran đã thông báo rằng phần tiếp theo đang được phát triển, nói rằng có một cốt truyện "thực sự thú vị" được lên kế hoạch cho bộ phim, và nhận xét rằng có một "không thể tránh khỏi đối với một bộ phim Ác quỷ ma sơ khác". Cuối tháng đó, Akela Cooper ký hợp đồng với dự án với tư cách là nhà biên kịch, trong khi Safran và James Wan sẽ làm nhà sản xuất. Bonnie Aarons sẽ trở lại vai trò của cô là Valak, nữ tu quỷ.

### The Conjuring: Nghi lễ cuối cùng(2025)
Vào tháng 8 năm 2017, James đã thảo luận một khả năng cho một Nun phần tiếp theo và những gì câu chuyện dòng của nó có thể là: "Tôi biết nơi có khả năng, nếu Ác quỷ ma sơ hoạt động ra ngoài, nơi Ác quỷ ma sơ 2 có thể dẫn đến và làm thế nào mà các mối quan hệ trở lại với câu chuyện Lorraine của rằng chúng tôi đã thiết lập hai phim Ám ảnh kinh hoàng đầu tiên và làm cho tất cả trở nên tròn đầy."

### Tương lai

###### The Crooked Man(TBA)
Vào tháng 5 năm 2017, Safran tuyên bố rằng Người đàn ông bị vẹo đang được hãng phim xem xét, cho một bộ phim truyện. Đến tháng 6 cùng năm, có thông tin rằng một bộ phim ăn khách có tựa đề Ông Kẹ Trở Lại, có nhân vật cùng tên trong The Conjuring 2, được phát triển với Mike Van Waes viết kịch bản dựa trên một câu chuyện điều trị bởi James Wan. Wan và Safran được thiết lập để sản xuất dự án. Wan sau đó nói với Entertainment Weekly rằng Ông Kẹ Trở Lại đang trong giai đoạn phát triển ban đầu và ý định với bộ phim là phát triển một thể loại phụ "truyện cổ tích đen tối" của phim kinh dị.
Đến tháng 9 năm 2018, Safran đã đưa ra một bản cập nhật về dự án nói rằng kịch bản đang được viết và hãng phim dự định sẽ đợi cho đến khi câu chuyện được phát triển hoàn chỉnh trước khi bắt đầu sản xuất. Ông giải thích thêm rằng ý định là để mỗi bộ phim khác nhau trong nhượng quyền có phong cách riêng.

## Phim ngắn
Vào tháng 7 năm 2017, Warner Bros., kết hợp với James Wan, đã công bố cuộc thi "Annabelle: Tạo vật quỷ dữ của tôi" để quảng bá cho bộ phim sắp ra mắt Annabelle: Tạo vật quỷ dữ. Những người tham gia cuộc thi đã quay một bộ phim ngắn mà "cảm giác như (nó) có thể tồn tại trong Loạt phim Ám ảnh kinh hoàng đã thành lập", với các đạo diễn của những bộ phim chiến thắng có những bộ phim của họ tạo nên một phần của vũ trụ phim chia sẻ, và chiến thắng một chuyến đi đến Los Angeles để gặp David F. Sandberg, đạo diễn của bộ phim. Hạn chót tham gia là ngày 27 tháng 7 năm 2017, với năm người chiến thắng trong cuộc thi riêng biệt được chọn từ Hoa Kỳ, Vương quốc Anh, México, Thụy Điển và Colombia

### The Nurse(2017)
Người chiến thắng từ cuộc thi tại Hoa Kỳ là Julian Terry cho bộ phim ngắn Y tá. Chỉ dài chưa đầy 2 phút và quay trong hơn bốn ngày, nó đã được phát hành vào ngày 16 tháng 8 năm 2017.
Bộ phim ngắn bắt đầu với Emily (Aria Walters), một cô gái trẻ với những chiếc băng quấn quanh mắt, nghe tiếng mở cửa phòng bệnh và tiếng cào xé của một con gurney đang di chuyển. Khi cô ra ngoài để điều tra, giữ lấy sự nhỏ giọt của mình để giữ thăng bằng, một y tá lạ (Hannah Palazzi) tiếp cận, người mà Emily không thể nhìn thấy. Hoảng sợ, cô quay lại phòng bệnh và nhấn nút gọi để được giúp đỡ. Cô y tá xuất hiện và nói với Emily bằng giọng bình thường rằng cô có thể tháo băng. Emily quay lại và thấy khuôn mặt quỷ dị, biến dạng đang mỉm cười với cô. Emily hét lên kinh hoàng khi bộ phim kết thúc, khiến số phận của cô không được biết.

### The Confession(2017)
Lời thú tội là một bộ phim ngắn kinh dị năm 2017 của Anh do Liam Banks làm đạo diễn, người chiến thắng trong cuộc thi ở Vương quốc Anh. Chỉ dài hơn 2 phút và quay trong hơn một tuần, nó đã được phát hành vào ngày 26 tháng 8 năm 2017.
Bộ phim ngắn xoay quanh một phụ nữ trẻ bị tổn thương tâm lý tên là Fiona (Esmee Matthews), người tìm kiếm nơi ẩn náu trong nhà thờ địa phương, tâm sự với một linh mục (Charlie Clarke) về cuộc gặp gỡ kinh hoàng của cô với các thực thể siêu nhiên, chỉ thoát khỏi tà ác trong nhà. rằng một thứ gì đó đen tối hơn nằm trong phòng xưng tội bên cạnh cô, và chỉ nhận ra cô không bao giờ thực sự trốn thoát.

### What's Wrong With Mom?(2017)
Có chuyện gì với mẹ vậy? là một bộ phim ngắn kinh dị năm 2017 của México do Raúl Bribiesca làm đạo diễn, người chiến thắng trong cuộc thi Mexico. Chính xác là 2 phút và được quay trong một lần duy nhất, nó được phát hành vào ngày 4 tháng 9 năm 2017.
Một cái gì đó đang xảy ra với mẹ. Con gái cô bắt đầu cầu nguyện cho sức khỏe của mẹ mình, nhưng cô sẽ sớm biết được chuyện gì đang xảy ra với mình. Bộ phim xoay quanh một người cha (Fabián Hurtado) và con gái (Carina Pámenes) khi họ cầu nguyện Chúa sẽ xua đuổi người mẹ (Perla Corona) của "Marifer", một con quỷ dịch chuyển sở hữu cô.

### Blund's Lullaby(2017)
Blund's Lullaby là một bộ phim ngắn kinh dị năm 2017 của Thụy Điển do Amanda Nilsson và Magda Lindblom đạo diễn, là người chiến thắng trong cuộc thi Thụy Điển. Chỉ dài hơn 2 phút, bộ phim được lấy cảm hứng từ phiên bản nordic của Sandman, được biết đến với cái tên John Blund. Bộ phim ngắn được phát hành vào ngày 14 tháng 9 năm 2017.

### Innocent Souls(2017)
Vô tội linh hồn là một bộ phim ngắn kinh dị năm 2017 của Colombia do Alejandro López làm đạo diễn. Bộ phim được viết và sản xuất bởi Alejandro López. Linh hồn ngây thơ là người chiến thắng trong cuộc thi Colombia. Bộ phim ngắn được phát hành vào ngày 3 tháng 11 năm 2017.

## Đánh giá chuyên môn
| Phim                       | Ngày phát hành          | Rotten Tomatoes    | Metacritic       | CinemaScore |
| -------------------------- | ----------------------- | ------------------ | ---------------- | ----------- |
| Ám ảnh kinh hoàng          | 6 tháng 9 năm 2013 ( )  | 85% (217 nhận xét) | 68 (35 nhận xét) | A-          |
| Annabelle                  | 26 tháng 6 năm 2019 ( ) | 29% (129 nhận xét) | 37 (27 nhận xét) | B           |
| Ám ảnh kinh hoàng 2        | 10 tháng 6 năm 2016 ( ) | 80% (244 nhận xét) | 65 (38 nhận xét) | A-          |
| Annabelle: Tạo vật quỷ dữ  | 11 tháng 8 năm 2017 ( ) | 70% (178 nhận xét) | 62 (29 nhận xét) | B           |
| Ác quỷ ma sơ               | 7 tháng 9 năm 2018 ( )  | 26% (181 nhận xét) | 46 (32 nhận xét) | C           |
| Mẹ Ma Than Khóc La Llorona | 17 tháng 4 năm 2019 ( ) | 30% (160 nhận xét) | 41 (28 nhận xét) | B−          |
| Trung bình                 |                         | 53%                | 53               | B           |

## Doanh thu phòng vé
| Phim                       | GIá vé ở Mỹ       | Giá vé quốc tế      | Ngân sách         | Tham chú |
| -------------------------- | ----------------- | ------------------- | ----------------- | -------- |
| Ám ảnh kinh hoàng          | 137.400.141 đô la | 319.494.638 đô la   | 20.000.000 đô la  | [ 74 ]   |
| Annabelle                  | 84.273.813 đô la  | 257.047.661 đô la   | 6.500.000 đô la   | [ 75 ]   |
| Ám ảnh kinh hoàng          | 102.470 008 đô la | 320.392.818 đô la   | 40.000.000 đô la  | [ 76 ]   |
| Annabelle: Tạo vật quỷ dữ  | 102.092 201 đô la | 306.515.884 đô la   | 15.000.000 đô la  | [ 77 ]   |
| Ác quỷ ma sơ               | 117.450 119 đô la | 365.550.119 đô la   | 22.000.000 đô la  | [ 78 ]   |
| Mẹ ma than khóc La Llorona | 54.733.739 đô la  | 122.133.739 đô la   | 9.000.000 đô la   | [ 79 ]   |
| Annabelle: Ác quỷ trở về   | 72.603.077 đô la  | 222.103.077 đô la   | 27.000.000 đô la  | [ 80 ]   |
| Tổng cộng                  | 671.023.098 đô la | 1.913.237.936 đô la | 139.500.000 đô la |          |

## Kiện tụng
Norma Sutcliffe và Gerald Helfrich, chủ sở hữu của phim Ám ảnh kinh hoàng, đã đệ trình James Wan, Warner Bros. và các công ty sản xuất khác vào tháng 10 năm 2015 với lý do tài sản của họ là do phim ảnh. Liên tục bị phá hủy bởi (khách du lịch). Vụ kiện cũng tiết lộ rằng chủ nhà hiện tại đã mua căn nhà vào năm 1987 và sống trong một cuộc sống "yên tĩnh" vào năm 2013. Hai chủ nhà đã tìm cách bồi thường, nhưng số tiền không cố định. Đáp lại lời cáo buộc, một phát ngôn viên của Warner Bros. đã từ chối bình luận.
Gerard Brett, tác giả của Ác quỷ ma sơ, một cuốn sách về Warlings, đã đệ đơn kiện Warner Bros., New Line Cinema và James Wan vào ngày 29 tháng 3 năm 2017, tuyên bố rằng ông ta sở hữu các quyền của câu chuyện cặp đôi Ed và Lorraine Warren đã bị đánh cắp bất hợp pháp bởi các nhà làm phim và nhà sản xuất, và số tiền bồi thường cần thiết là 900 triệu đô la Vụ án dự kiến sẽ được xét xử vào ngày 16 tháng 4 năm 2018, người phát ngôn của Warner Bros đã đưa ra một tuyên bố: "Chúng tôi rất hài lòng rằng tòa án đã thu hẹp rất nhiều vụ án và mong muốn phán quyết tóm tắt để giải quyết các khiếu nại còn lại của mình. Giá trị, và cũng có mâu thuẫn với những thất bại trước đây của ông Brittle liên quan đến các bộ phim khác của Ám ảnh kinh hoàng